# Indiana Jones and the Dial of Destiny (soundtrack)
Indiana Jones and the Dial of Destiny (Original Motion Picture Soundtrack) is de originele soundtrack, gecomponeerd door John Williams en gedirigeerd door Williams en William Ross voor de film Indiana Jones and the Dial of Destiny uit 2023 van James Mangold. Het album werd digitaal uitgebracht op 29 juni 2023 door Walt Disney Records, gevolgd door een fysieke cd- en vinyl-lp-release op 9 augustus 2023.
De partituur werd uitgevoerd door het Hollywood Studio Symphony en opgenomen in juni 2022 en februari 2023 in de Sony Scoring Stage. De muziek werd opgenomen en gemixt door Shawn Murphy. Het nummer "Helena's Theme (For Violin and Orchestra)" met Anne-Sophie Mutter als solist, werd op 22 juni 2023 als single uitgebracht.
Op verzoek van Mangold bracht Williams op 2 september 2022 "Helena's Theme" in première in de Hollywood Bowl.
Bij de Grammy Awards van 2024 won "Helena's Theme" de Grammy voor Best Instrumental Composition (beste instrumentale compositie).

## Tracklijst
Alle muziek en teksten zijn geschreven door John Williams.. 
| 1.                 | Prologue to Indiana Jones and the Dial of Destiny                    | 6:00 |
| 2.                 | Helena’s Theme                                                       | 3:30 |
| 3.                 | Germany, 1944                                                        | 4:42 |
| 4.                 | To Morocco                                                           | 3:21 |
| 5.                 | Voller Returns                                                       | 3:06 |
| 6.                 | Auction At Hotel L’Atlantique                                        | 2:58 |
| 7.                 | Tuk Tuk In Tangiers                                                  | 3:35 |
| 8.                 | To Athens                                                            | 2:17 |
| 9.                 | Perils of the Deep                                                   | 2:31 |
| 10.                | Water Ballet                                                         | 4:53 |
| 11.                | Polybius Cipher                                                      | 2:39 |
| 12.                | The Grafikos                                                         | 4:39 |
| 13.                | Archimedes’ Tomb                                                     | 3:01 |
| 14.                | The Airport                                                          | 4:46 |
| 15.                | Battle of Syracuse                                                   | 2:50 |
| 16.                | Centuries Join Hands                                                 | 3:02 |
| 17.                | New York, 1969                                                       | 4:17 |
| 18.                | Helena’s Theme (for Violin and Orchestra) (feat. Anne-Sophie Mutter) | 4:59 |
| Totale duur: 67:06 |                                                                      |      |

## Hitnoteringen

### NPO Klassiek Filmmuziek Top 200
| Als Indiana Jones in de NPO Klassiek Filmmuziek Top 200 | Als Indiana Jones in de NPO Klassiek Filmmuziek Top 200 | Als Indiana Jones in de NPO Klassiek Filmmuziek Top 200 | Als Indiana Jones in de NPO Klassiek Filmmuziek Top 200 | Als Indiana Jones in de NPO Klassiek Filmmuziek Top 200 | Als Indiana Jones in de NPO Klassiek Filmmuziek Top 200 | Als Indiana Jones in de NPO Klassiek Filmmuziek Top 200 | Als Indiana Jones in de NPO Klassiek Filmmuziek Top 200 | Als Indiana Jones in de NPO Klassiek Filmmuziek Top 200 | Als Indiana Jones in de NPO Klassiek Filmmuziek Top 200 |
| Jaar                                                    | 2017                                                    | 2018                                                    | 2019                                                    | 2020                                                    | 2021                                                    | 2022                                                    | 2023                                                    | 2024                                                    | 2025                                                    |
| ------------------------------------------------------- | ------------------------------------------------------- | ------------------------------------------------------- | ------------------------------------------------------- | ------------------------------------------------------- | ------------------------------------------------------- | ------------------------------------------------------- | ------------------------------------------------------- | ------------------------------------------------------- | ------------------------------------------------------- |
| Positie                                                 | 29*                                                     | 16*                                                     | 10*                                                     | 19*                                                     | 16*                                                     | 15*                                                     | 17*                                                     | 19                                                      | 19                                                      |

( * als 1 t/m 4)